# Hasslö
Hasslö er en landsby og en ø i Blekinge skärgård i Karlskrona kommun i Blekinge län i Sverige. Den har 1.704 (2023) indbyggere. I 2010 havde byen 1.628 indbyggere. 
Hasslö er en gammel fiskerkommune med fiskehavnene Hallarna og Garpen. Der er også et lille tidligere marineværft i Garpen, nu reparationsværksted for mindre fartøjer.
Hasslö har ud over de fastboende, yderligere omkring 1.000 besøgende i sommermånederne. Øen kaldes ofte «Lille Hawaii» på grund af klimaet og den store badeturisme fra Sverige, Tyskland og Danmark. Hasslö har bro til fastlandet og har udviklet sig til en pendlerforstad til Karlskrona. Alligevel opleves fraflytning, og mange af husene er i dag sommerhuse for hovedsagelig svenske feriehusejere.
Den svenske socialdemokratiske digter og agitator Fabian Månsson (1872–1938) var født og voksede op på Hasslö, og en statue af ham er rejst i centrum. Hasslö har kirke og en årlig musikfestival, Hasslöfestivalen.